# Isaac Ware

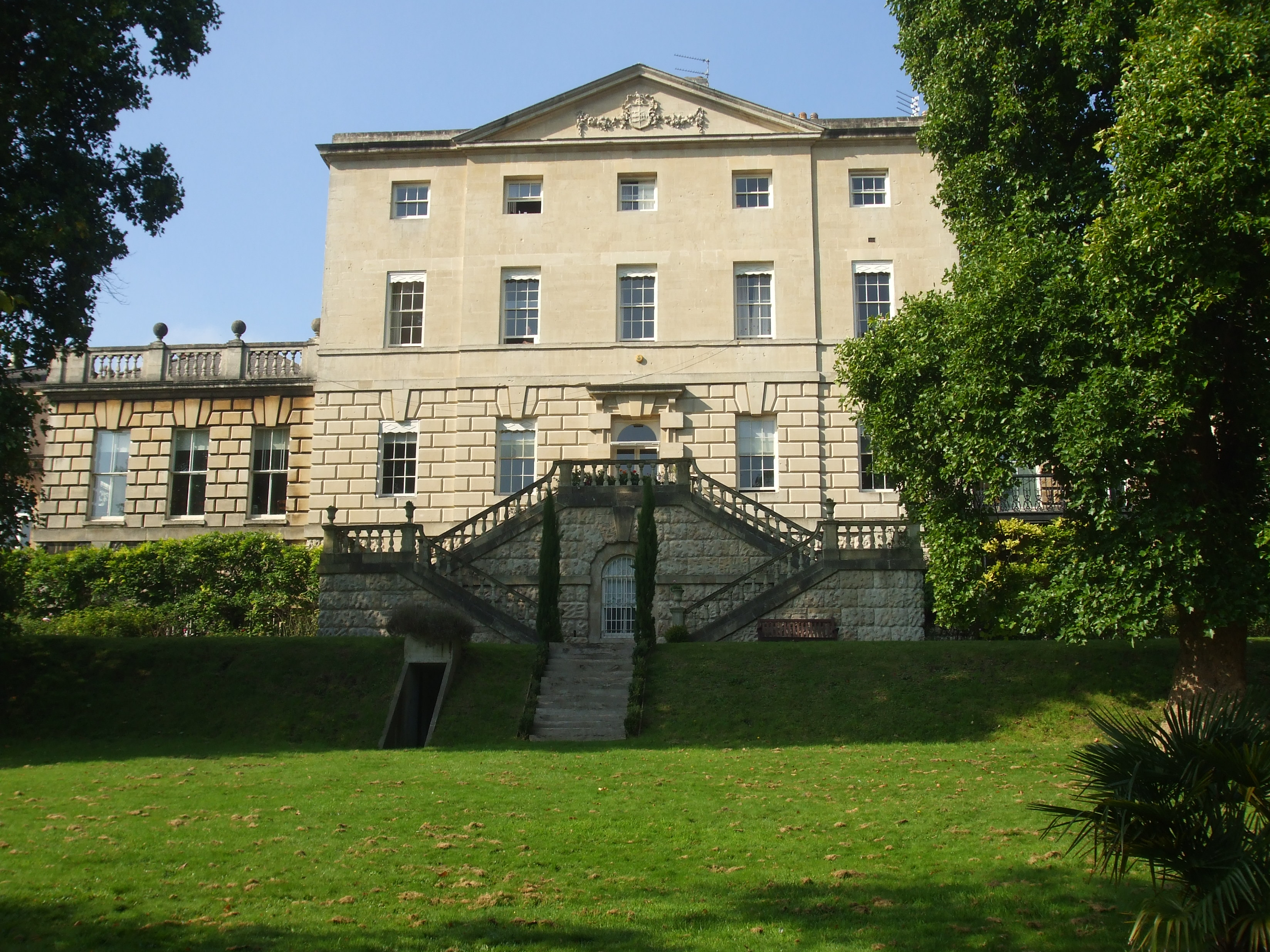
Clifton Hill House

Isaac Ware (1704 — 1766) foi um arquiteto da Inglaterra e tradutor de Palladio.
Foi aprendiz de Thomas Ripley e seguiu-o em funções no Office of Works, mas foi dirigido esteticamente por Lord Burlington. Foi membro da St. Martin's Lane Academy, que agregou muitas figura do movimento Rococó. Insatisfeito com a primeira tradução do L'Architettura, de Palladio, e em particular com as ilustrações modifcadas pelo editor Giacomo Leoni, traduziu-o novamente com as ilustrações refeitas. Esta sua edição, que saiu em 1738, permaneceu a melhor até o século XX. Apesar de aderir à estética palladiana, depois de 1740 mudou seu rumo para absorver tendências alternativas. Construiu muitas mansões e casas rurais, mas a maior parte delas já não existe ou foi reformulada.

## Obras

### Projetos
- Chesterfield House
- Wrotham Park
- Clifton Hill House

### Publicações
- Designs of Inigo Jones and others, 1731, 1743.
- The Plans, Elevations, and Sections of Houghton in Norfolk, 1735.
- The Four Books of Andrea Palladio's Architecture 1738.
- A Complete Body of Architecture, 1756-57, 1767, 1768.
- The Practice of Perspective, from the Original Italian of Lorenzo Sirigatti, with the figures engraved by Isaac Ware, Esq. Uma tradução de La Practica di Prospettiva de Lorenzo Sirigatti, Veneza, 1596.